# آدریان میدانا
آدریان میدانا (انگلیسی: Adrián Maidana؛ زادهٔ ۳۰ نوامبر ۱۹۸۸) بازیکن فوتبال اهل آرژانتین است.